# 彰1線
彰1線 線西－塭子，是位於彰化縣的一條鄉道，西起線西鄉塭仔村塭仔漁港東側的省道台61線路口，東至同村省道台17線塭子橋北側路口，全長2.273公里。有支線彰1-1線、彰1-2線。

## 路線說明
- 線西鄉：塭子漁港（起點， 台61線岔路）→ 漁港路 → 溝內（鄉道 彰1-1線岔路） → 漁港路 → 塭子（終點， 台17線岔路）

## 沿線設施
- 李姓公（土地公廟）

## 交會公路
- 台61線
- 彰1-1線
- 台17線

## 舊線

### 1976年
在1976年的臺灣省公路資料統計表上，彰1線名稱為「頂見口－塭子」（誤寫為溫子），起點為頂見口（台17線25.449K），終點塭子（台17線29.136K），全長14.228公里。

### 1983年
1983年第二次公路總清查時，彰1線名稱為「全興－塭子」（誤寫為溫子），北起伸港鄉全興村堤防腳，南至線西鄉塭仔村省道台17線塭子橋北側路口，全長15.049公里。因位於11.492公里處跨越「慶安水道」的「塭子港橋」並未興建，所以未能全線通車。
- 伸港鄉：全興0.000K（起點，伸港堤防堤防腳）→西全路→全興路→海尾路→2.149K海尾（省道台17線／中興路三段岔路，台17線共線起點）→中興路二段→2.549K新港（濱二路岔路，台17線共線終點）→濱二路→濱彰路→慶安北路→彰濱路→鄉界
- 線西鄉：鄉界→濱彰路→慶安南一路→11.492K慶安水道西岸≠塭子港橋（未興建，無法通行）≠塭仔漁港（慶安水道東岸）→漁港路→溝內（鄉道彰1-1線岔路）→塭子（省道台17線岔路）

## 彰1-1線
彰1-1線 蚵寮－溝內，是位於彰化縣的一條鄉道，北起伸港鄉蚵寮村蚵寮，南至線西鄉塭仔村溝內聚落（聚落本身位於溝內村）西南方岔路，全長2.515公里。為彰1線的支線。

### 路線說明
- 伸港鄉：蚵寮（起點，鄉道 彰1-2線岔路） →鄉界
- 線西鄉：鄉界→ 口厝西（ 縣道138甲線岔路）→ 寓埔西（ 縣道138號岔路） →溝內西南（終點，鄉道彰1線岔路）

### 沿線設施
- 白馬休閒酒莊
- 慈濟回收站

### 交會公路
- 彰1-2線
- 縣道138號
- 縣道138甲線
- 彰1線

## 彰1-2線
彰1-2線 蚵寮－田尾（官方資料為頂見口），是位於彰化縣的一條鄉道，西起伸港鄉蚵寮村蚵寮，東至伸港鄉曾家村田尾，全長1.915公里。為彰1線的支線。

### 路線說明
- 伸港鄉：蚵寮（起點， 台61線岔路）→ 北橫二路 → 蚵寮（鄉道 彰1-1線岔路）→蚵寮聚落東南側道路→田尾排水右岸道路→ 中山路927巷→田尾（終點，省道 台17線岔路）
- 線西鄉：蚵寮聚落東南側道路為伸港鄉、線西鄉邊界；田尾排水右岸道路有一段路在線西鄉境內

### 沿線設施
- 代天府
- 蚵寮橋（跨越田尾排水）

### 交會公路
- 台61線
- 彰1-1線
- 台17線